# Upálení na náměstí Tchien-an-men
Upálení na náměstí Tchien-an-men se odehrálo v Číně v roce 2001. Celá událost byla západními médii a nezávislými vyšetřovateli označena za případ vykonstruované události, která měla vrhnout špatné světlo na skupinu lidí, kterou čínský režim pronásleduje od roku 1999.

## Popis incidentu
Takzvané „Upálení na náměstí Tchien-an-men“ se odehrálo 23. ledna 2001. Pět lidí se neúspěšně pokusilo o sebeupálení na náměstí Tchien-an-men (Nebeského klidu) v Pekingu. Během několika hodin byly zprávy o incidentu zveřejněny státem řízenou Čínskou centrální televizí (CCTV), která uváděla, že oběti byly praktikující Fa-lun-kungu.

## Reakce Fa-lun-kungu
Podle Fa-lun-kung nemohli být účastníci incidentu praktikujícími Fa-lun-kungu, neboť toto učení nedovoluje sebevraždu ani žádnou formu zabíjení.
Téhož dne vydalo informační centrum Falun Dafa tiskové prohlášení charakterizující událost jako „další pokus komunistického režimu o očernění praxe Fa-lun-kung“ a vyzvalo Čínu, aby „umožnila světovým médiím a mezinárodním lidskoprávním skupinám vyšetřování tohoto případu za účelem objasnění faktů“.
Fa-lun-kung a třetí strana  poukazují na patrné nesrovnalosti ve verzi incidentu předkládané čínskou vládou a označují událost za zinscenovanou, se záměrem obrátit veřejné mínění proti praxi Fa-lun-kung a vytvořit opodstatnění pro probíhající pronásledování Fa-lun-kungu, které čínský komunistický režim odstartoval v roce 1999.
Analýza incidentu je obsažena v krátkém filmu Falešný oheň televize New Tang Dynasty Television, napojené na Fa-lun-kung. Podle filmu dokládá účast policie a státní televize na průběhu incidentu řada zdánlivě nepodstatných maličkostí a podivných okolností.

## Západní média
Podle časopisu Time získala mediální válka čínské vlády proti Fa-lun-kungu po události významnou sílu.

## Fakta vzbuzující podezření vykonstruované události
Investigativní novinář Ethan Gutmann shrnul některé závěry z analyzování celé události v knize Jatka, v níž zachycuje vlastní sedm let dlouhý terénní výzkum zaměřený na průběh a dopad represí duchovního hnutí Fa-lun-kung v ČLR. Níže je stručný popis jednotlivých bodů zmiňovaných v knize.
- Čínská státní televize (CCTV) nejprve uváděla, že na náměstí Nebeského klidu v Pekingu se upálilo pět lidí. Později uváděla, že se zde upálilo lidí sedm. Další dvě oběti, zmiňované až později, měli být podle CCTV následovnice Fa-lun-gongu, matka s dcerou. CCTV uvedla, že se jednalo o paní Liu Chunglin, která údajně zapálila sebe a svoji dceru. Reportér Philip Pan z deníku The Washington Post odcestoval do města Kchaj-feng v provincii Che-nan, kde měly dotyčné bydlet. Z jeho terénního výzkumu a výpovědí usedlíků vyplynulo, že se nejedná o následovnice Fa-lun-gongu. Matka je barová tanečnice (prostitutka), která prý svoji dceru často bila. Nikdo z těch, kdo ji znali, ji nikdy neviděli Fa-lun-kung cvičit ani si nevzpomínali, že by se o něm někdy zmiňovala.[8]

- CCTV prohlásila, že záběry z místa upálení vysílané na všech kanálech státní televize pořídila CNN. Bývalá šéfredaktorka pekingské pobočky CNN uvedla, že jediný kameraman CNN, který byl na místě přítomen, pořídil pouze několik záběrů z veliké dálky a vůbec se nedostal poblíž místa incidentu neboť byl zatčen policií.[8] Stejné informace potvrdil ředitel mezinárodního oddělení CNN Eason Jordan.[9]

- Západním médiím byly odepřeny rozhovory s těmi, kdo sebeupálení přežili. Rozhovory s údajnými přeživšími realizoval pouze státní tiskové agentury Sin-chua. Na záběrech je zachycena holčička o níž reportérka prohlašuje, že prodělala tracheotomii, holčička následně hovořila s reportérkou (mluvení a tracheotomie se vylučují) a na záběrech dokonce zpívala. Celý štáb natáčel údajně přímo na oddělení popálenin, bez roušek a v těsné blízkosti pacientů, ani sestry nenosili roušky a pokoj nebyl izolován, což je v případě hospitalizace popálených nestandardní z důvodu nutnému zabránění infekce popáleného. Záběr na jednoho z údajných obětí z náměstí ukazoval muže, jehož celé tělo je zafačované obvazy, což by byl v případě léčby popálenin nesmyslný postup vedoucí k infekci a smrti.[8]

Televize New Tang Dynasty Television ve dvacetiminutové analýze události nazvané Falešný oheň uvádí následující fakta:
- na místě používali přítomní policisté přibližně 25 hasicích přístrojů, což je značně neobvyklé, neboť na místě byly přítomny pouze dva policejní vozy a přístroje byly použity bezprostředně poté, co se dotyční lidé zapálili. Není jasné, jak mohla policie v tak krátkém čase sehnat 25 hasicích přístrojů a okamžitě je použít, když jsou nejbližší standardní místa obsahující hasicí přístroje vzdálena více než 10 minut a hasicí přístroj není standardním vybavením stráže náměstí, policie ani policejních vozů, natož v tak velkém množství.[9]

- státní tisková agentura Sin-chua (Nová Čína) prohlašovala, že paní Liu Chunglin na místě zemřela v důsledku sebeupálení. Záběry CCTV však zachycují její tělo, jak padá k zemi po úderu neznámým předmětem zezadu do zátylku neznámým mužem. Úder zasazuje muž v kabátu, který nepatřil mezi ty, co se na místě zapálili.[9]